# Прапори Азербайджану
Це список прапорів, які використовуються в Азербайджані.

## Національний прапор
| Прапор | Дата | Використання                       | Опис |
| ------ | ---- | ---------------------------------- | --- |
|        | 1991 | Прапор Азербайджанської республіки | Складається з трьох горизонтальних смуг, верхня смуга синього кольору, середня смуга червоного і нижня зеленого з білим півмісяцем і восьмиконечною зіркою посередині червоної смуги по обидва боки прапора. Співвідношення ширини до довжини становить 1 до 2. |

## Державні прапори
| Прапор | Дата      | Використання                    | Опис                                                                  |
| ------ | --------- | ------------------------------- | --------------------------------------------------------------------- |
|        | 1992–н.ч. | Президентський прапор           | Національний триколор з гербом в центрі                               |
|        | 2004–н.ч. | Президентський прапор (на морі) | Військово-морський прапор з національним триколором і гербом у центрі |

## Військові прапори
| Прапор | Дата | Використання                            | Опис |
| ------ | ---- | --------------------------------------- | --- |
|        | 1991 | Прапор сухопутних військ Азербайджану   | |
|        | 1991 | Прапор ВМС Азербайджану                 | Оскільки раніше Азербайджан був радянською республікою, військово-морський прапор Азербайджану дуже схожий на старий радянський еквівалент; зірка і півмісяць замінили червону зірку, синій якір замінив серп і молот, а просту світло-блакитну смугу знизу замінили на хвилястий візерунок. |
|        | 1991 | Прапор прикордонної служби Азербайджану | Зелений прапор з прапором ВМС у лівому верхньому куті |
|        | 1991 | Прапор повітряних сил Азербайджану      | |

## Історичні прапори
| Прапор | Дата           | Використання                                                          | Опис |
| ------ | -------------- | --------------------------------------------------------------------- | --- |
|        | 1858–1883      | Прапор Російської імперії                                             | Прямокутне полотно з трьома горизонтальними смугами: верхня смуга чорна, середня жовта і нижня біла. |
|        | 1883–1917      | Прапор Російської імперії                                             | Прямокутне полотно з трьома рівними горизонтальними смугами: верхня смуга біла, середня смуга синя, а нижня смуга червона. Відношення ширини прапора до його довжини становить 2 до 3.                    |
|        | 1813–1917      | Кормовий прапор російського імператорського флоту                     | Синій Андріївський хрест на білому полі |
|        | 1918           | Прапор диктатури Центрокаспія                                         | Три горизонтальні смуги, верхня і нижня смуги світло-блакитного кольору, а середня смуга червоного кольору.                                                                                               |
|        | 1918           | Прапор Азербайджанської Демократичної Республіки                      | Став прототипом сучасного прапора |
|        | 1918           | Прапор Бакинських комісарів                                           | Мав напис "Бакинскій Совнаркомь" |
|        | 1918–1920      | Прапор Азербайджанської Демократичної Республіки                      | Такий самий як і сучасний прапор |
|        | 1920–1921      | Прапор Азербайджанської Соціалістичної Радянської Республіки          | |
|        | 1930-ті — 1936 | Прапор ЗРФСР                                                          | Пізніше прапор Закавказької Соціалістичної Федеративної Радянської Республіки |
|        | 1937–1940      | Прапор Азербайджанської РСР                                           | |
|        | 1940–1952      | Прапор Азербайджанської РСР                                           | |
|        | 1952–1991      | Прапор Азербайджанської РСР                                           | Останній прапор Азербайджанської РСР |
|        |                | Двобічний прапор                                                      | Усі прапори республік, що входять до складу Радянського Союзу, на зворотному боці не мали серпа і молота.                                                                                                 |
|        | 1937–1940      | Прапор Нахічеванської Автономної Радянської Соціалістичної Республіки | Один з варіантів прапору Нахічеванської Автономної Радянської Соціалістичної Республіки. Пізніша версія мала текст "Нахчыван МССР", розташований на прапорі Азербайджанської РСР, без напису вірменською. |
|        | 1952–1991      | Прапор Нахічеванської Автономної Радянської Соціалістичної Республіки | Останній прапор Нахічеванської Автономної Радянської Соціалістичної Республіки |
|        | 1922–1923      | Прапор СРСР                                                           | |
|        | 1923–1924      | Прапор СРСР                                                           | |
|        | 1924–1936      | Прапор СРСР                                                           | |
|        | 1936–1955      | Прапор СРСР                                                           | Червоне полотно, з зображення у лівому верхньому кутку золотого серпа і молота, а над ними червоної зірки, окантованої золотом. Співвідношення ширини до довжини 1:2.                                     |
|        | 1955–1980      | Прапор СРСР                                                           | Невелика зміна дизайну серпа і молота в порівнянні з колишнім радянським державним прапором |
|        | 1980–1991      | Прапор СРСР                                                           | Трохи яскравіше червоний в порівнянні з попереднім радянським державним прапором |
|        | 1946–1991      | Прапор радянської армії                                               | |
|        | 1924–1935      | Прапор ВМС СРСР                                                       | |
|        | 1935–1950      | Прапор ВМС СРСР                                                       | |
|        | 1950–1992      | Прапор ВМС СРСР                                                       | Незначні зміни в порівнянні з попереднім дизайном |

## Прапори муніципалітетів та міст
| Прапор | Дата | Опис        |
| ------ | ---- | ----------- |
|        |      | Прапор Баку |